# 決闘コマンチ砦
決闘コマンチ砦（けっとうコマンチとりで、英:Comanche Station）は、1960年に公開されたアメリカ合衆国のシネマスコープの西部劇映画。
監督バッド・ベティカー。主演ランドルフ・スコット。この作品はベティカーの最後のラナウン・サイクルの映画として知られている。撮影はホイットニー山の近くにあるカリフォルニアのイースタン・シエラ・エリアで行われた。

## あらすじ
孤高のガンマン、ジェフ・コーリーは、行方不明となった妻を捜し求めて幾年も荒野をさまよい続けていた。白人女性がインディアンに誘拐されたという報を聞けば、危険を顧みずにその地へ向かい、彼女たちを買い戻すことを繰り返してきた。ジェフにとって、それは妻への変わらぬ想いを抱き続ける、孤独な信念の旅でもあった。
今回彼が救い出したのは、コマンチ族の手に落ちていたナンシー・ローソンという若い女性。彼女を家族のもとへ送り届けるため、ジェフは再び長い道のりを進みはじめる。だが、旅の途中で現れた3人のガンマン――かつて因縁を持つベン・レーンとその手下たち――が同行を申し出る。彼らの目的はただひとつ、ナンシーに懸けられた高額な懸賞金だった。
表向きは協力するふりをしながらも、金と裏切りの匂いが次第に旅を濁らせていく。ジェフの沈黙の中には、揺るぎない正義と個人的な誓いが宿っていた。一方、ベンたちの行動は徐々に暴力と欲望に支配され、ついには銃を交える運命へと向かっていく。
広大な荒野とインディアンの脅威を背景に、信頼と裏切り、正義と欲望が交差する緊迫のドラマ。無口な男が背負う過去と、貫かれる信念。その静かな決意が、最後の決闘で明らかになる――。

## キャスト
| 役名     | 俳優                 | 日本語吹替                        |
| 役名     | 俳優                 | 日本テレビ版                      |
| -------- | -------------------- | --------------------------------- |
| コーディ | ランドルフ・スコット | 大木民夫                          |
| ナンシー | ナンシー・ゲイツ     | 武藤礼子                          |
| レイン   | クロード・エイキンス | 大宮悌二                          |
| フランク | スキップ・ホメイヤー | 糸博                              |
| ドビー   | リチャード・ラスト   | 徳丸完                            |
| 瀕死の男 | ランド・ブルックス   | 篠原大作                          |
|          |                      |                                   |
| 演出     | 演出                 | 佐藤敏夫                          |
| 翻訳     | 翻訳                 | 広瀬順弘                          |
| 効果     | 効果                 | 重秀彦                            |
| 調整     |                      |                                   |
| 制作     | 制作                 | 東北新社                          |
| 解説     |                      |                                   |
| 初回放送 | 初回放送             | 1972年7月5日 『水曜ロードショー』 |